# 建昌道
建昌道（けんしょう-どう）は中華民国北京政府により設置された四川省の道。

## 沿革
1913年（民国2年）2月7日、上川南道として成立、観察使は雅安県に設置され、下部に雅安、名山、滎経、蘆山、漢源、西昌、冕寧、塩源、昭覚、天全、会理、塩辺、越巂、楽山、峨眉、洪雅、峨辺、夾江、犍為、栄県、威遠、眉山、丹棱、彭山、青神、邛崍、大邑、蒲江の28県を管轄した。1914年（民国3年）5月23日に建昌道と改称、観察使も道尹と改められた。1930年（民国19年）5月に廃止されている。

## 行政区画
廃止直前の下部行政区画は下記の通り。（50音順）
- 威遠県
- 栄県
- 滎経県
- 越巂県
- 塩源県
- 塩辺県
- 雅安県
- 会理県
- 峨眉県
- 峨辺県
- 漢源県
- 夾江県
- 邛崍県
- 犍為県
- 洪雅県
- 昭覚県
- 西昌県
- 青神県
- 大邑県
- 丹棱県
- 天全県
- 眉山県
- 冕寧県
- 彭山県
- 蒲江県
- 名山県
- 楽山県
- 蘆山県